# Antifilm
Antifilm is een experimentele film uit 2002, geregisseerd door Edwin Brienen. Opnamen vonden plaats in Brienens toenmalige woning in Amsterdam.

## Inhoud
De eerste helft van de film heeft een documentaire-gevoel. Zo is er een lange conversatie tussen Edwin Brienen en Eva Dorrepaal over grenzen in acteren. De tweede helft is vooral gebaseerd op tv-ster Mike Starink, die met Brienen een nieuwe showreel opneemt in een verontrustende atmosfeer.

## Trivia
Edwin Brienen wilde het materiaal van de film niet uitbrengen, maar verloor een rechtszaak tegen de producent.